# Canton de Moncoutant
Le canton de Moncoutant est une ancienne division administrative française située dans le département des Deux-Sèvres et la région Poitou-Charentes.

## Géographie
Ce canton était organisé autour de Moncoutant dans l'arrondissement de Parthenay. Son altitude varie de 118 m (Saint-Paul-en-Gâtine) à 262 m (Saint-Paul-en-Gâtine) pour une altitude moyenne de 196 m.

## Administration

### Conseillers généraux de 1833 à 2015
| Période | Période      | Identité                           | Étiquette                    | Qualité |
| ------- | ------------ | ---------------------------------- | ---------------------------- | --- |
| 1833    | 1842         | Marie François Binet-Ducrocq       |                              | Ancien percepteur Propriétaire au Breuil-Bernard                                                                             |
| 1842    | 1845 (décès) | Théodore-Bara Proust               | Opposition constitutionnelle | Propriétaire du château de Saint-Mesmin Ancien député (1831-1834)                                                            |
| 1845    | 1852         | Henri Antoine Florentin Béliard    |                              | Notaire à Moncoutant |
| 1852    | 1870         | Philippe Nicolas                   |                              | Propriétaire, ancien magistrat, maire de L'Absie (1855-1869)                                                                 |
| 1870    | 1871         | Jean-Anselme Cottenceau            |                              | Notaire et propriétaire à La Chapelle-Saint-Laurent                                                                          |
| 1871    | 1913         | Paul Taudière                      | Droite Monarchiste           | Avocat, député (1889-1893)                                                                                                   |
| 1913    | 1914 (décès) | Henry Taudière (fils du précédent) | Droite                       | Avocat et professeur de droit administratif à la faculté catholique de Paris Député (1913-1914), conseiller d'arrondissement |
| 1914    | 1919         | siège vacant                       |                              | |
| 1919    | 1940         | Émile Taudière (fils du précédent) | RIAS                         | Industriel Député (1928-1940) Nommé conseiller départemental en 1943                                                         |
|         |              |                                    |                              | |
| 1945    | 1961         | Eugène Tricot (1884-1970)          | DVD                          | Propriétaire Maire de Chanteloup (1919-1962), ancien conseiller d'arrondissement                                             |
| 1961    | 1977 (décès) | Maurice Marsteau                   | DVD                          | Enseignant retraité, maire de La Chapelle-Saint-Laurent (1945-1971)                                                          |
| 1977    | 1998         | Guy Gonnord                        | DVD                          | Cultivateur éleveur Maire de Largeasse (1959-1989), Conseiller régional (1983-1986)                                          |
| 1998    | 2015         | Jean-Louis Potiron                 | DVD                          | Instituteur Maire de La Chapelle-Saint-Laurent (1983-2014)                                                                   |

### Conseillers d'arrondissement (de 1833 à 1940)
Le canton de Moncoutant avait deux conseillers d'arrondissement.
| Période                                  | Période | Identité                                    | Étiquette    | Qualité |
| ---------------------------------------- | ------- | ------------------------------------------- | ------------ | --- |
| 1833                                     | 1836    | Alexis Brillaud (1797-1855)                 |              | Propriétaire, maire de La Chapelle-Saint-Laurent (1830-1835)                                                |
| 1833                                     | 1836    | M. Puichaud                                 |              | Maire de Moncoutant                                                                                         |
| 1836                                     | 1842    | Henri Antoine Florentin Béliard (1805-1867) |              | Notaire à Moncoutant                                                                                        |
| 1842                                     | 1848    | M. Texier                                   |              | Notaire, maire de L'Absie                                                                                   |
| 1836                                     | 1848    | Philippe Nicolas                            |              | Propriétaire à L'Absie                                                                                      |
|                                          |         |                                             |              | |
| 1889                                     | 1901    | Émile Bry (1841-1910)                       | Droite       | Propriétaire du château de l'Abbaye, conseiller municipal de L'Absie                                        |
|                                          |         |                                             |              | |
| 1895                                     |         | Fernand Puichaud                            | Droite       | |
|                                          |         |                                             |              | |
| 1909                                     |         | Alfred Palustre de Montifaut                | Conservateur | Maire de Moncoutant                                                                                         |
| 1910                                     | 1913    | Henry Taudière (fils du précédent)          | Droite       | Avocat et professeur de droit administratif à la faculté catholique de Paris                                |
|                                          |         |                                             |              | |
| 1919                                     | ?       | Fernand de Wissocq (1869-1948)              |              | Colonel d'artillerie, administrateur de sociétés, maire de Maisontiers (1912-1948)                          |
| avant 1922                               | 1940    | Georges Decron (1876-1974)                  | Nationaliste | Cultivateur, propriétaire, maire de La Chapelle-Saint-Étienne                                               |
| 1931                                     | 1940    | Eugène Tricot                               | Libéral      | Propriétaire, maire de Chanteloup                                                                           |
| 1940                                     |         |                                             |              | Les conseils d'arrondissement ont été suspendus par la loi du 12 octobre 1940 et n'ont jamais été réactivés |
| Les données manquantes sont à compléter. |         |                                             |              | |

## Composition
Le canton de Moncoutant groupait 12 communes et compte 10 862 habitants (population municipale) au 1er janvier 2009.
| Communes                  | Population (2012) | Code postal | Code Insee |
| ------------------------- | ----------------- | ----------- | ---------- |
| L'Absie                   | 1 041             | 79240       | 79001      |
| Le Breuil-Bernard         | 466               | 79320       | 79051      |
| Chanteloup                | 978               | 79320       | 79069      |
| La Chapelle-Saint-Étienne | 320               | 79240       | 79075      |
| La Chapelle-Saint-Laurent | 1 848             | 79430       | 79076      |
| Clessé                    | 929               | 79350       | 79094      |
| Largeasse                 | 719               | 79240       | 79147      |
| Moncoutant                | 3 121             | 79320       | 79179      |
| Moutiers-sous-Chantemerle | 616               | 79320       | 79188      |
| Pugny                     | 245               | 79320       | 79222      |
| Saint-Paul-en-Gâtine      | 447               | 79240       | 79286      |
| Trayes                    | 132               | 79240       | 79332      |

## Démographie
| 1962   | 1968   | 1975   | 1982   | 1990   | 1999   | 2006   | 2009   | - |
| ------ | ------ | ------ | ------ | ------ | ------ | ------ | ------ | - |
| 11 720 | 11 386 | 11 235 | 11 177 | 11 171 | 10 594 | 10 693 | 10 862 | - |